# 新宮町 (兵庫県)
新宮町（しんぐうちょう）は、かつて兵庫県の南西部（西播磨地区）に存在した町。旧揖保郡。本項では町制前の名称である新宮村（しんぐうむら）についても述べる。
2005年10月1日に、龍野市・新宮町・揖保川町・御津町の1市3町で合併してたつの市となり、消滅した。「新宮町」の地名は「たつの市新宮町○○」として残る。

## 地理

### 山
- 三濃山

### 河川
- 揖保川
- 栗栖川

### 峠
- 相坂峠
- 莇原峠

### 隣接していた自治体
姫路市、龍野市、相生市、宍粟市、宍粟郡安富町、赤穂郡上郡町、佐用郡三日月町

## 歴史
昭和の大合併において、（旧）新宮町・西栗栖村・東栗栖村・香島村・越部村の5町村は組合立中学校を設置していたこともあり「経済・文化・歴史・風俗・習慣・水利など深いつながりがある」として新宮町を中心とする町村合併の意向は早くからあった。このうち越部村は龍野町からも合併の申し入れを受けていたが、新宮町は越部村に対し強く合併のメリットを説いたところ、1951年2月26日の越部村住民投票では僅差で新宮町への合併を求める票が龍野町への合併を求める票を上回った。僅差であったことから一部部落から合併提案停止の陳情が出されたが、最終的には住民投票の結果を尊重して越部村も新宮町への合併に賛成となり、5町村の合併となった。
- 1889年（明治22年）4月1日 - 町村制の施行により、揖東郡新宮村・宮内村・下野村・曽我井村・井野原村の区域をもって新宮村が発足。
- 1896年（明治29年）4月1日 - 新宮村の所属郡が揖保郡に変更。
- 1934年（昭和9年）4月1日 - 新宮村が町制施行して新宮町となる。
- 1951年（昭和26年）4月1日 - 西栗栖村・東栗栖村・香島村・越部村と合併し、改めて新宮町が発足。
- 2003年（平成15年）4月18日 - 龍野市・新宮町・揖保川町・御津町・太子町合併協議会が設立。
- 2005年（平成17年）10月1日 - 龍野市・揖保川町・御津町と合併してたつの市が発足。同日新宮町廃止。

## 行政

### 町長
1951年（昭和26年）合併後の町長
| 代   | 氏名     | 就任日    | 退任日    | 備考                                    |
| ---- | -------- | --------- | --------- | --------------------------------------- |
| 初代 | 川辺利夫 | 1951年4月 | 1977年4月 | 千本農業協同組合代表。7期目途中で辞任。 |
| 2代  | 内海美明 | 1977年5月 | 1989年5月 | 新宮町消防団長・会社社長                |
| 3代  | 木津茂樹 | 1989年5月 | 1997年2月 | 新宮町商工会長。2期目途中に交通事故死。 |
| 4代  | 梅村忠男 | 1997年4月 | 2005年9月 | 新宮町助役                              |

## 経済

### 産業
- 主な産業
  - そうめん（揖保乃糸）
  - のりの佃煮（ブンセン株式会社）
  - アラ！（ブンセン株式会社）
  - ヤーダ（ブンセン株式会社）
  - 花も（ブンセン株式会社）

## 姉妹都市・提携都市

### 国内
- 福岡県糟屋郡新宮町

### 海外
- アメリカ合衆国アラバマ州アニストン市

## 地域

### 教育
- 西栗栖小学校・東栗栖小学校・香島小学校・新宮小学校・越部小学校
- 新宮中学校
- 兵庫県立新宮高等学校
- 兵庫県立西はりま養護学校

## 名所・旧跡・観光スポット・祭事・催事
- 播磨科学公園都市：大型放射光施設「SPring-8」、
- 兵庫県立粒子線医療センター
- 新宮宮内遺跡：（縄文時代 - 弥生時代 - 平安時代の複合遺跡）
- 觜崎の屏風岩（国指定）
- 天満神社本殿（国指定）
- 吉島古墳（国指定）
- 道の駅しんぐう
- 城山城跡

## 交通

### 鉄道路線
- 西日本旅客鉄道
  - 姫新線 播磨新宮駅 - 千本駅 - 西栗栖駅

### 道路
- 播磨自動車道
  - 播磨新宮IC
- 国道179号
- 兵庫県道26号山崎新宮線
- 兵庫県道44号相生山崎線
- 兵庫県道154号千種新宮線
- 兵庫県道432号宇原新宮線
- 兵庫県道434号上笹千本停車場線
- 兵庫県道505号新宮林田線

## 出身著名人
- 丸山和也（弁護士）
- 井戸敏三（兵庫県知事）
- 堂野夢酔（画家）